# Comunità ebraica di Caltagirone
Nel XIV secolo a Caltagirone (In ebraico: קלטג'ירונה)  viveva una piccola e fiorente comunità ebraica (הקהילה היהודית ב Caltagirone) stabilitasi in una zona vicino al quartiere San Giuliano che oggi prende il nome di Via Iudeca (דרך Iudeca - Giudecca) o Zona Miracoli (in siciliano Ì Miracula).
Gli ebrei si dedicavano all'artigianato, in particolare nel settore tessile (infatti molte famiglie della comunità ebraica finirono con l'assumere alcuni cognomi come per esempio Alba)ed alle attività creditizie.
Nel 1492 i sovrani spagnoli decretarono la scomparsa degli ebrei in Sicilia con il cosiddetto decreto dell'Alhambra, indetto dal re Ferdinando II d'Aragona. Caltagirone  ne fu duramente colpita nella sua vita economica e culturale. Le sinagoghe siciliane dopo la cacciata degli ebrei furono convertite in chiese o distrutte, come nel caso specifico della città.

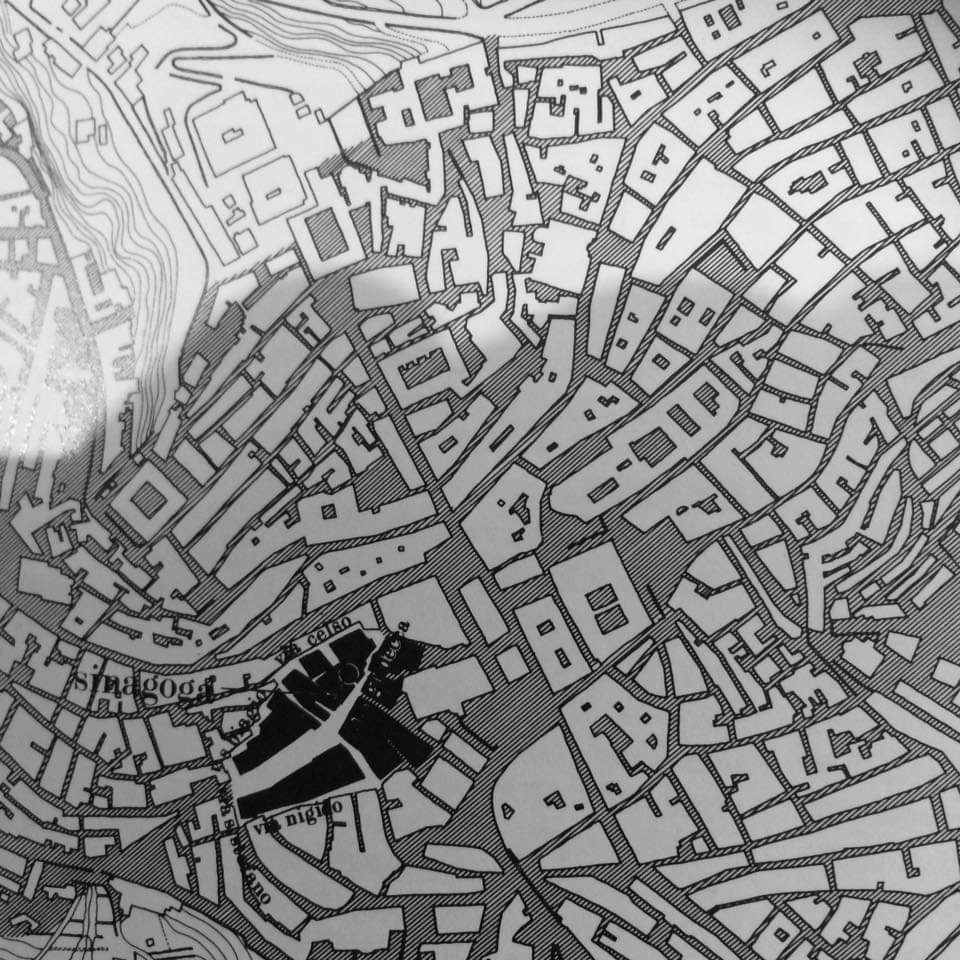
Giudecca di Caltagirone

## Demografia
Dalla prima testimonianza sulla Giudecca di Caltagirone si ipotizza che la comunità, nel 1470, doveva aver superato il numero di venti famiglie (numero necessario per l'istituzione della sinagoga locale). 
La Giudecca di Caltagirone intratteneva rapporti con le altre comunità ebraiche di Catania, Siracusa e Modica, non soltanto di natura culturale e religiosa, ma anche meramente commerciali.

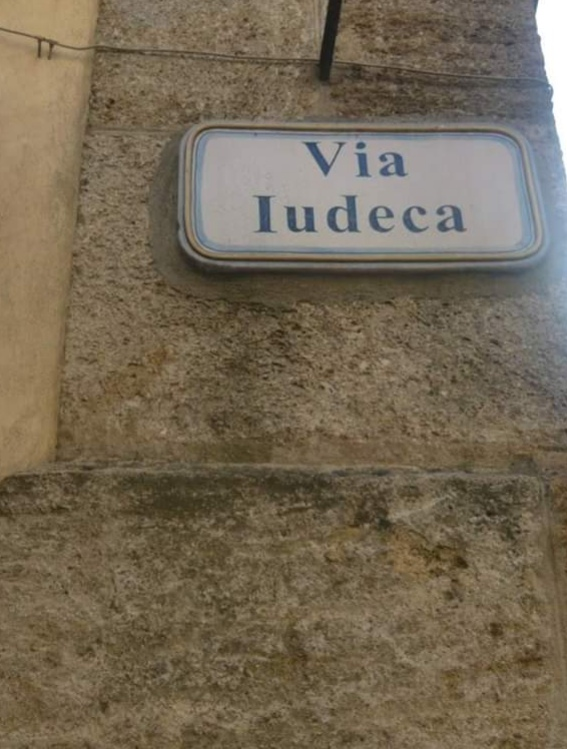
Via Iudeca

## Cognomi di radice ebraica presenti a Caltagirone
Nella toponomastica e nei cognomi locali sono rimaste evidenti tracce di questa antica presenza giudaica. Nel territorio di Caltagirone esistono ancora oggi cognomi di chiara matrice ebraica
- Amato (Chabib);
- Benedetto;
- Busacca (Busacac attestato nei documenti quattrocenteschi);
- Di Benedetto;
- Di Bella;
- Di Dio (Obadiah);
- Di Porto;
- De Caro;
- Lo Cascio;
- Lo Presti;
- Lo Porto;
- Lo Giudice;
- Lo Iacono o Lo Jacono;
- Iudice, Iudici o Iudicelli;
- Bonanno (Mazal Tov);
- Bonomo;
- Bonsignore;
- Bellomo (Bellom);
- Pepe;
- Polizzi;
- Alba;
- Iudica, Judica;
- Leone;
- Orefice;
- Orofino;
- Pace (שלום);
- Catania;
- Trieste;
- Marrone
- Messina;
- Naso;
- Navarra;
- Azzolina;
- Russo;
- Di Cola (cognome estinto), De Cola (cognome estinto) o De Accolla (cognome estinto);
- Piazza;
- Vita;
- Di Vita;
- Sessa;
- Veneziano;
- Maniscalco;
- Di Modica;
- Asaro (Asaraz è attestato nei documenti quattrocenteschi);
- Delia (derivazione Di Elia) o Dieli (derivazione Di Eli);
- Donato (è attestato nei documenti quattrocenteschi);
- Elia;
- Sansone;
- Perugia.

## Galleria d'immagini

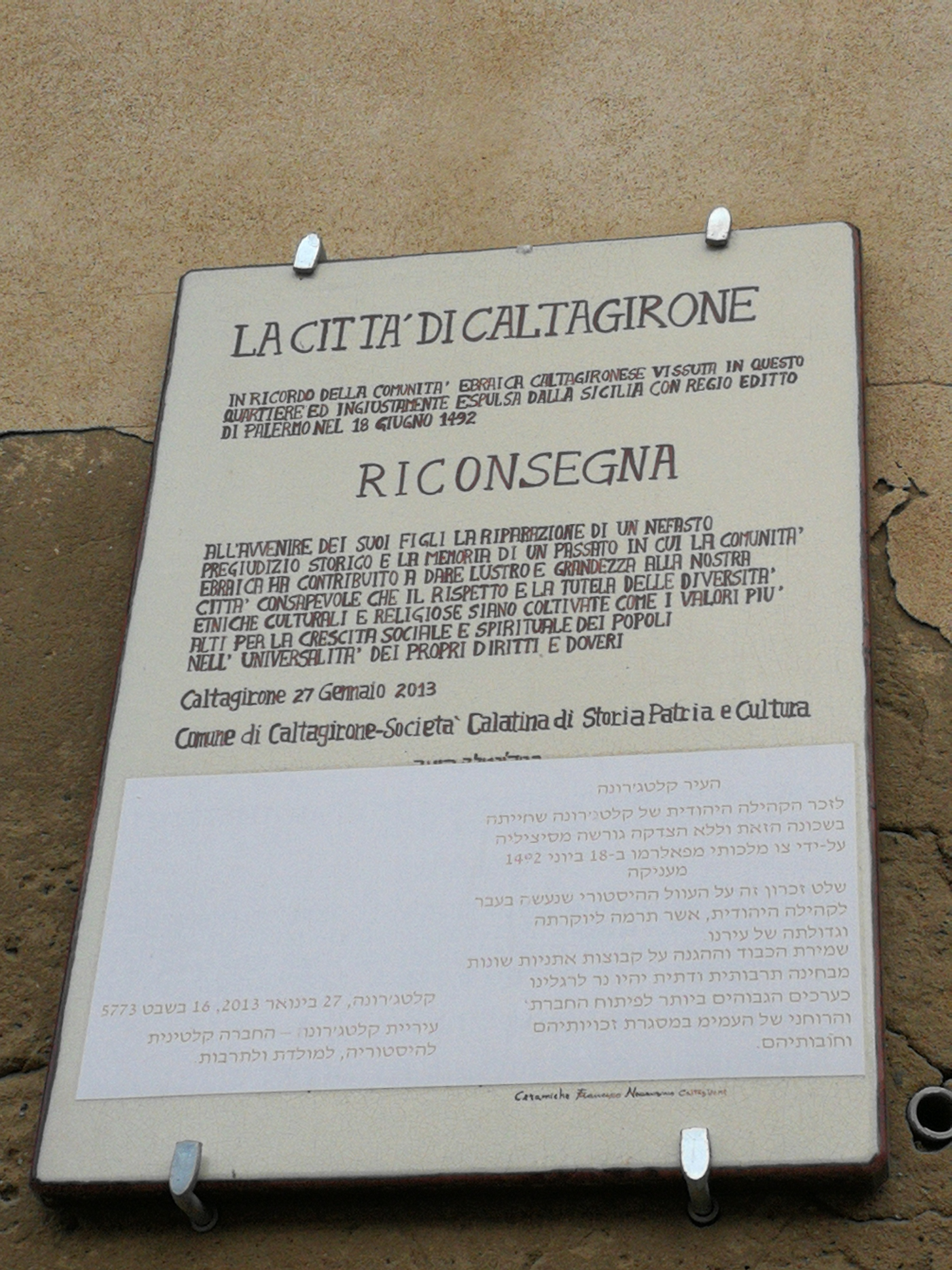
Targa Commemorativa Comunità Ebraica di Caltagirone
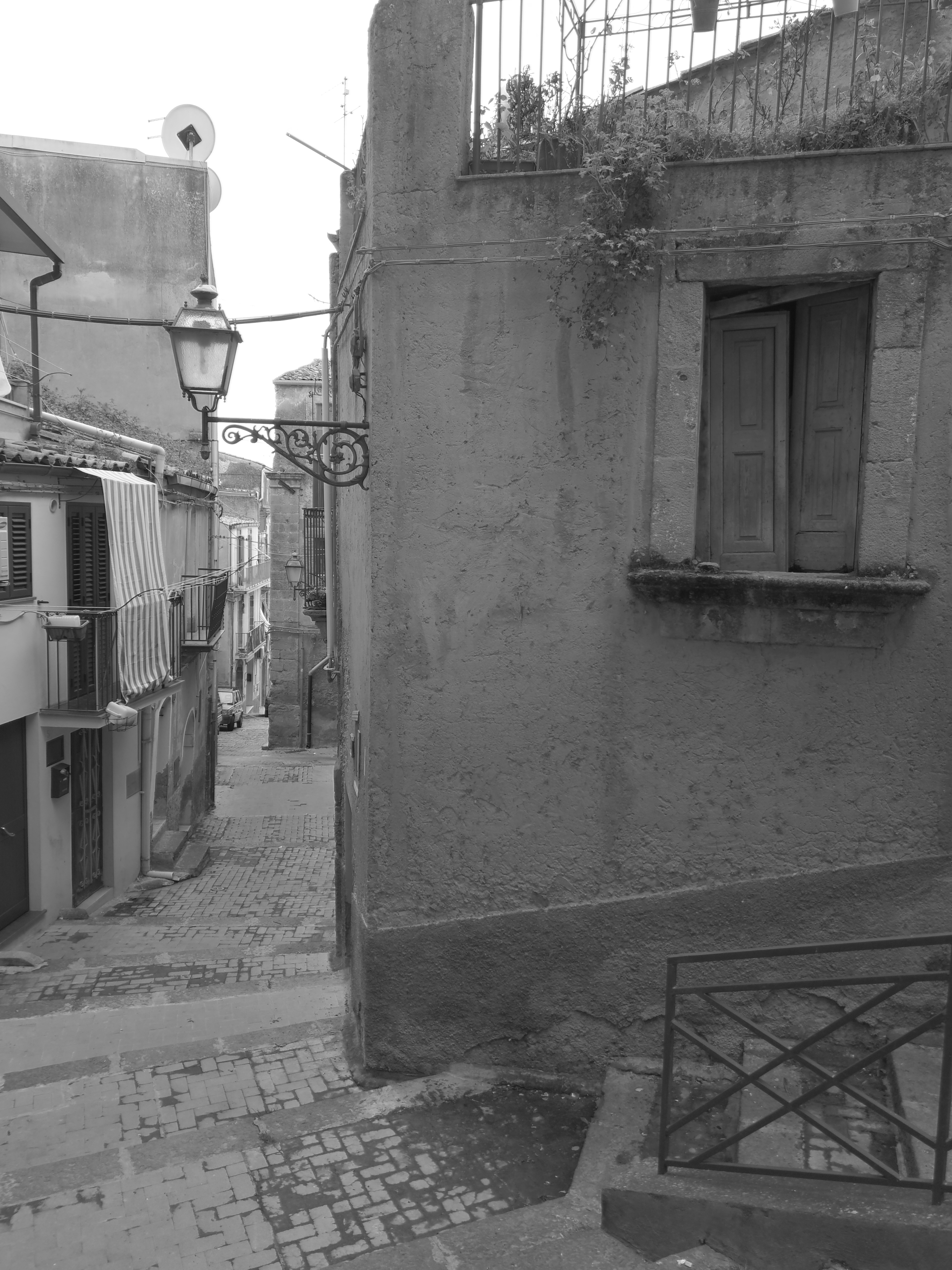
Ingresso della Giudecca di Caltagirone
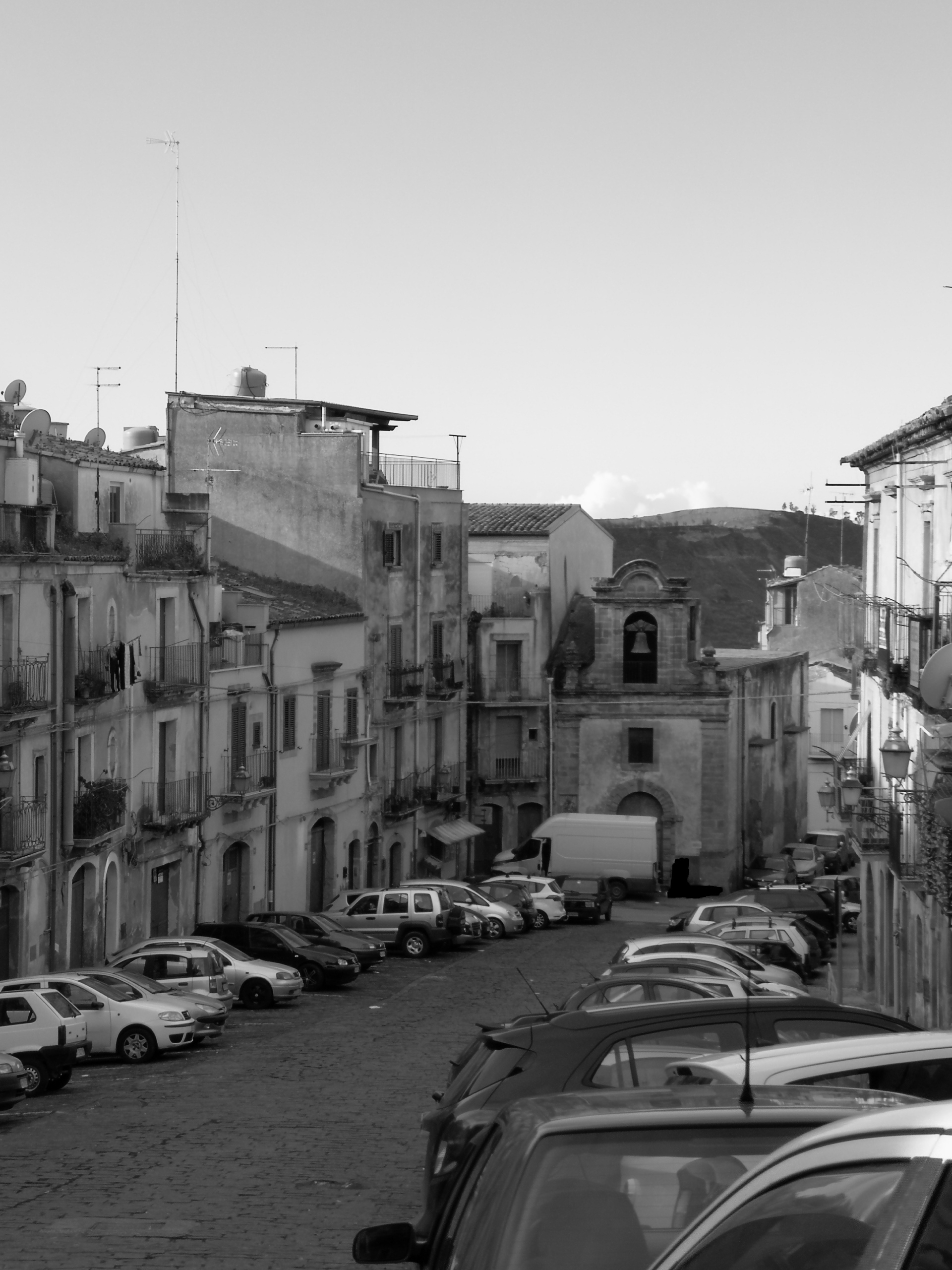
Quartiere Ebraico di Caltagirone. Oggi Via Iudeca o "Zona Miracoli"
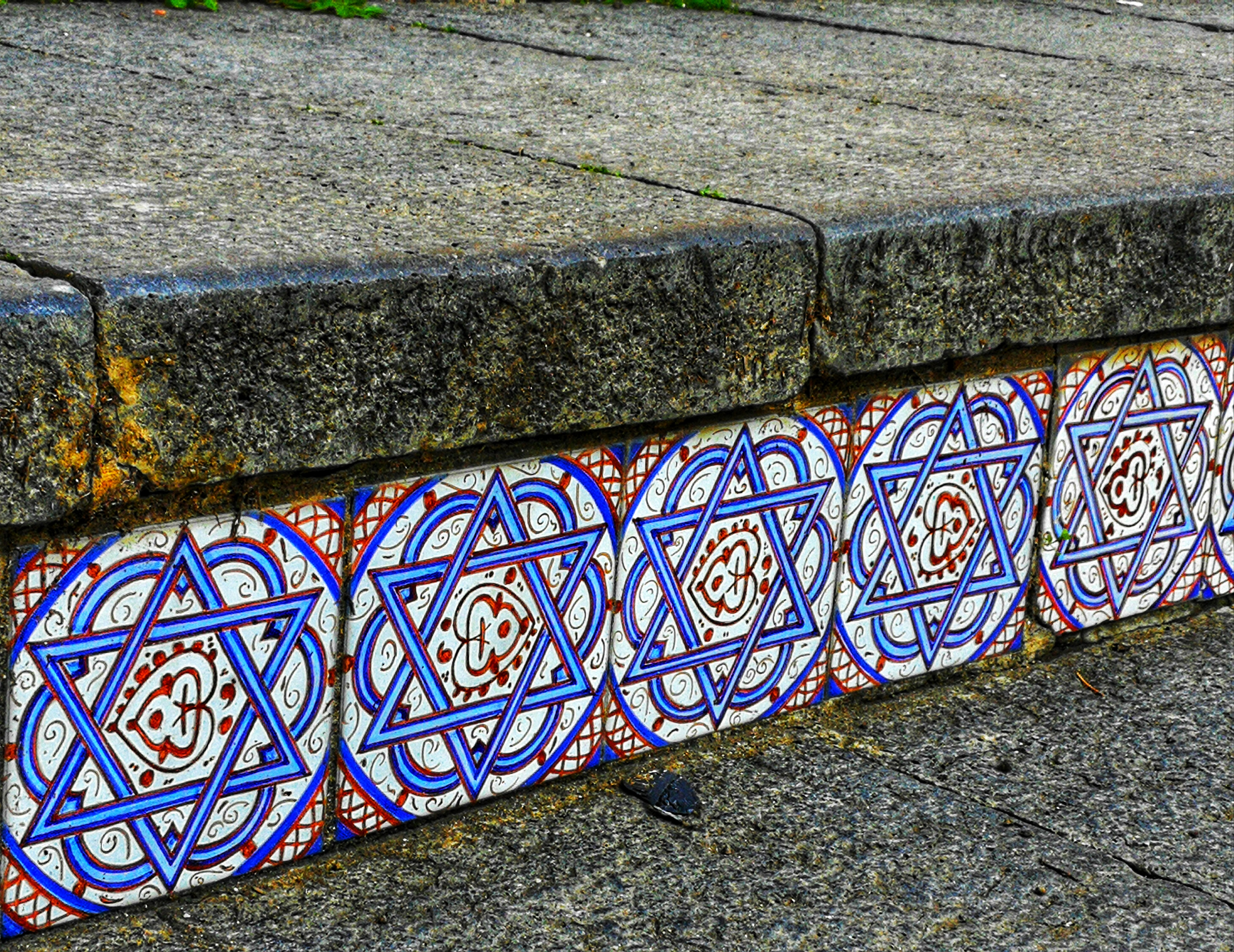
Piastrelle in Ceramica Caltagirone raffiguranti la Stella di David